# Restorffs Bryggjarí

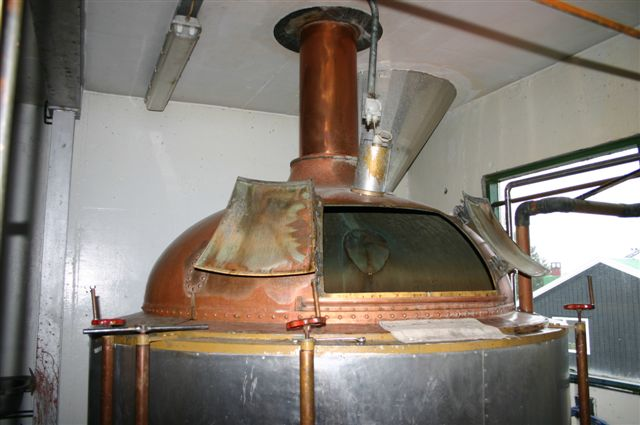
Una caldaia del birrificio

Restorffs Bryggjarí è stato un birrificio faroese fondato dal migrante danese-tedesco Martin Christian Restorff nel 1849.
La sede del birrificio era nella capitale Tórshavn. Il suo fondatore giunse nelle isole già nel 1840, e i suoi discendenti sono stati gli amministratori del birrificio fino al 2002, quando fu venduto ad un imprenditore locale. Nel 2005 la produzione di bibite cessò, lasciando che l'altro birrificio faroese, Föroya Bjór, ne prendesse pian piano il posto. Nel gennaio 2007 Restorffs Bryggjarí fu messo in vendita e nell'agosto di quello stesso uscì definitivamente dal mercato. Pur essendo uno dei birrifici più antichi di tutto il Regno di Danimarca, le due birre furono vendute solo nelle Fær Øer, anche se negli ultimi anni di vita dell'azienda se ne esportarono alcune tipologie in Danimarca.
Nove erano i tipi di birra prodotti, tra cui quella più comune (e più venduta) era la Pilsener.

## Birre prodotte
Oltre ai nove tipi di birra tradizionalmente prodotti dal birrificio, la lista sottostante include anche le "birre speciali", messe sul mercato per alcune occasioni particolari come la Pasqua (Páska Bryggj) o il Natale (Jóla Øl). Di fianco viene indicata  anche la relativa gradazione alcolica:
- Restorffs Gull 5,7% alc. vol.
- Vargur (2002) 5,7% alc. vol.
- Tarvur Nýpilsnar (2002) 4,6% alc. vol.
- Restorffs Pilsnar (2002) 4,6% alc. vol.
- Mungát (2002)
- Jóla Gull 5,7% alc. vol.
- Jólatrøllið (2002) 5,7% alc. vol.
- Jóla Øl
- Ólavsøku Gull 5,7% alc. vol.
- Silvur 4,6% alc. vol.
- Skarv 5,7% alc. vol.
- Skansa Øl 4,6% alc. vol.
- Páska Bryggj 5.7% alc. vol.
- Víkingur